# Earias rufovitta
Earias rufovitta är en fjärilsart som beskrevs av Embrik Strand 1917. Earias rufovitta ingår i släktet Earias och familjen trågspinnare. Inga underarter finns listade i Catalogue of Life.